# New York Giants 2017
La stagione 2017 dei New York Giants è stata la 93ª della franchigia nella National Football League e la seconda con Ben McAdoo come capo-allenatore. Il 4 dicembre 2017 questi fu licenziato dopo avere iniziato la stagione con un record di 2-10 assieme al general manager Jerry Reese. Al suo posto fu nominato allenatore ad interim Steve Spagnuolo.
Il record finale di 3-13 fu il peggiore della storia della squadra dall'ampliamento del calendario a 16 gare del 1977. La percentuale di vittorie fu la loro peggiore dal 1974 e la seconda peggiore della lega dopo quella dei Browns, rimasti a secco di vittorie. In questa stagione si concluse anche il record di 210 partite come titolare consecutive del quarterback Eli Manning partito nella sua stagione da rookie nel 2004, dopo essere stato sostituito per scelta tecnica con Geno Smith per la partita della settimana 13 contro i Raiders. Tale sconfitta fu quella che costò la panchina a McAdoo. Dopo quella sfida, Manning tornò regolarmente titolare.

## Scelte nel Draft 2017
| Scelte dei Giants nel Draft 2017 |        |                  |       |                  |
| Giro                             | Scelta | Giocatore        | Ruolo | College          |
| 1                                | 23     | Evan Engram      | TE    | Ole Miss         |
| 2                                | 55     | Dalvin Tomlinson | DT    | Alabama          |
| 3                                | 87     | Davis Webb       | QB    | California       |
| 4                                | 140    | Wayne Gallman    | RB    | Clemson          |
| 5                                | 167    | Avery Moss       | DE    | Youngstown State |
| 6                                | 200    | Adam Bisnowaty   | G     | Pittsburgh       |

## Staff
| Staff dei New York Giants nel 2017 |
| --- |
| Organi dirigenziali - Presidente/Capo Esecutivo: John K. Mara - Chairman/Vice Presidente Esecutivo: Steve Tisch - Vice Presidente Senior/General Manager: Jerry Reese Capo allenatore - Ben McAdoo / Steve Spagnuolo (interim) Altri allenatori - Preparatore atletico – Aaron Wellman - Assistente – Markus Paul - Performance Manager – Joe Danos Allenatori dell'attacco - Coordinatore offensivo – Mike Sullivan - Quarterback – Frank Cignetti Jr. - Running Back – Craig Johnson - Wide Receiver – Adam Henry - Tight End – Kevin M. Gilbride - Offensive Line – Mike Solari - AssistenteOffensive Line – Lunda Wells - Assistente attacco – Ryan Roeder Allenatori della difesa - Coordinatore difensivo: Steve Spagnuolo - Defensive Line – Patrick Graham - Assistente Defensive Line – Vacante - Linebacker – Bill McGovern - Defensive back/Cornerback – Tim Walton - Defensive back/Safety – Dave Merritt - Assistenze difesa – Rob Leonard Allenatori dello special team - Coordinatore dello Special Team: Tom Quinn - Assistente Special Teams – Dwayne Stukes |

## Roster
| Roster dei New York Giants nel 2017 |
| --- |
| Quarterback - 10 Eli Manning - 3 Geno Smith - 5 Davis Webb Running Back - 26 Orleans Darkwa - 22 Wayne Gallman - 28 Paul Perkins - 43 Shane Smith FB - 34 Shane Vereen Wide Receiver - 13 Odell Beckham - 17 Dwayne Harris - 12 Tavarres King - 18 Roger Lewis - 15 Brandon Marshall - 87 Sterling Shepard Tight End - 89 Jerell Adams - 85 Rhett Ellison - 88 Evan Engram - 81 Matt LaCosse Offensive Linemen - 74 Ereck Flowers T - 76 D.J. Fluker G - 68 Bobby Hart T - 77 John Jerry G - 69 Brett Jones C - 67 Justin Pugh G - 70 Weston Richburg C - 63 Chad Wheeler T Defensive Linemen - 96 Jay Bromley DT - 98 Damon Harrison DT - 91 Avery Moss DE - 78 Romeo Okwara DE - 90 Jason Pierre-Paul DE - 99 Robert Thomas DT - 94 Dalvin Tomlinson DT - 54 Olivier Vernon DE - 72 Kerry Wynn DE Linebacker - 52 Jonathan Casillas OLB - 93 B.J. Goodson MLB - 59 Devon Kennard OLB - 46 Calvin Munson MLB - 57 Keenan Robinson OLB - 55 J.T. Thomas OLB Defensive Back - 33 Andrew Adams S - 24 Eli Apple CB - 29 Nat Berhe SS - 37 Ross Cockrell CB - 21 Landon Collins SS - 23 Michael Hunter CB - 20 Janoris Jenkins CB - 41 Dominique Rodgers-Cromartie CB - 27 Darian Thompson FS Special Team - 51 Zak DeOssie LS - -- Aldrick Rosas K - 9 Brad Wing P Lista delle riserve - 64 Josh Banks DT (IR) - 73 Corbin Bryant DT (IR) - 65 Jessamen Dunker G (IR) - 60 Adam Gettis G (IR) - 44 Mark Herzlich MLB (IR) - 23 Duke Ihenacho FS (IR) - 82 Keeon Johnson WR (IR) - 83 Kevin Norwood WR (IR) - 71 Evan Schwan DE (IR) - 22 Mykkele Thompson CB (IR) - 97 Ishaq Williams OLB (IR) Squadra di allenamento - 66 Adam Bisnowaty T - 86 Marquis Bundy WR - 95 Cap Capi OLB - 38 Donte Deayon CB - 49 Curtis Grant MLB - 75 Jon Halapio G - 36 Ryan Murphy SS - 19 Travis Rudolph WR - 31 Tim Scott CB - 79 Jordan Williams DE 64 attivi, 11 inattivi, 10 nella squadra di allenamento |
| Legenda - I rookie sono in corsivo. - Il primo ruolo è il principale mentre gli eventuali successivi indicano i ruoli secondari. - (IR) sta per Injured Reserve ed indica la lista ristretta per un solo giocatore infortunato che può tornare ad allenarsi dopo la settimana 6 e a rientrare in prima squadra dopo che questa ha giocato 8 partite. - (NF-Inj.) / (NF-Ill.) stanno rispettivamente per Non-Football Injured e Non-Football Illness ed indicano le liste dove viene inserito un giocatore che ha un infortunio o una malattia non dipendente dal football americano. - (PUP) sta per Physically Unable to Perform ed indica la lista dove viene inserito un giocatore mentre è in attesa di recuperare la condizione fisica. Nella stagione regolare dopo la sesta partita giocata dalla propria squadra, il giocatore ha tempo tre settimane per riprendere ad allenarsi, più tre settimane aggiuntive dal suo rientro agli allenamenti per rientrare in prima squadra. |

## Calendario
Il calendario della stagione è stato annunciato il 20 aprile 2017.
| Turno | Data               | Avversario              | Risultato          | Record             | Stadio                              | NFL.com recap      |
| ----- | ------------------ | ----------------------- | ------------------ | ------------------ | ----------------------------------- | ------------------ |
| 1     | 10/9               | at Dallas Cowboys       | S 3–19             | 0–1                | AT&T Stadium                        | Recap              |
| 2     | 18/9               | Detroit Lions           | S 10–24            | 0–2                | MetLife Stadium                     | Recap              |
| 3     | 24/9               | at Philadelphia Eagles  | S 24–27            | 0–3                | Lincoln Financial Field             | Recap              |
| 4     | 1/10               | at Tampa Bay Buccaneers | S 23–25            | 0–4                | Raymond James Stadium               | Recap              |
| 5     | 8/10               | Los Angeles Chargers    | S 22–27            | 0–5                | MetLife Stadium                     | Recap              |
| 6     | 15/10              | at Denver Broncos       | V 23–10            | 1–5                | Sports Authority Field at Mile High | Recap              |
| 7     | 22/10              | Seattle Seahawks        | S 7–24             | 1–6                | MetLife Stadium                     | Recap              |
| 8     | Settimana di pausa | Settimana di pausa      | Settimana di pausa | Settimana di pausa | Settimana di pausa                  | Settimana di pausa |
| 9     | 5/11               | Los Angeles Rams        | S 17–51            | 1–7                | MetLife Stadium                     | Recap              |
| 10    | 12/11              | at San Francisco 49ers  | S 21–31            | 1–8                | Levi's Stadium                      | Recap              |
| 11    | 19/11              | Kansas City Chiefs      | V 12–9 (DTS)       | 2–8                | MetLife Stadium                     | Recap              |
| 12    | 23/11              | at Washington Redskins  | S 10–20            | 2–9                | FedExField                          | Recap              |
| 13    | 3/12               | at Oakland Raiders      | S 17–24            | 2–10               | Oakland-Alameda County Coliseum     | Recap              |
| 14    | 10/12              | Dallas Cowboys          | S 10–30            | 2–11               | MetLife Stadium                     | Recap              |
| 15    | 17/12              | Philadelphia Eagles     | S 29–34            | 2–12               | MetLife Stadium                     | Recap              |
| 16    | 24/12              | at Arizona Cardinals    | S 0–23             | 2–13               | University of Phoenix Stadium       | Recap              |
| 17    | 31/12              | Washington Redskins     | V 18–10            | 3–13               | MetLife Stadium                     | Recap              |

Note: Gli avversari della propria division sono in grassetto.

## Classifiche

### Conference
| Classifica della NFC 2017                                | Classifica della NFC 2017  | Classifica della NFC 2017 | Classifica della NFC 2017 | Classifica della NFC 2017 | Classifica della NFC 2017 | Classifica della NFC 2017 | Classifica della NFC 2017 | Classifica della NFC 2017 | Classifica della NFC 2017 | Classifica della NFC 2017 | Classifica della NFC 2017 | Classifica della NFC 2017 |
| #                                                        | Squadra                    | Division                  | V                         | P                         | N                         | %                         | DIV                       | CONF                      | PF                        | PS                        | D                         | STR                       |
| -------------------------------------------------------- | -------------------------- | ------------------------- | ------------------------- | ------------------------- | ------------------------- | ------------------------- | ------------------------- | ------------------------- | ------------------------- | ------------------------- | ------------------------- | ------------------------- |
| Vincitori delle division                                 |                            |                           |                           |                           |                           |                           |                           |                           |                           |                           |                           |                           |
| 1                                                        | xyz* – Philadelphia Eagles | East                      | 13                        | 3                         | 0                         | 81,3%                     | 5-1                       | 10-2                      | 457                       | 295                       | 162                       | P-1                       |
| 2                                                        | xyz – Minnesota Vikings    | North                     | 13                        | 3                         | 0                         | 81,3%                     | 5-1                       | 10-2                      | 382                       | 252                       | 130                       | V-3                       |
| 3                                                        | xy – Los Angeles Rams      | West                      | 11                        | 5                         | 0                         | 68,8%                     | 4-2                       | 7-5                       | 478                       | 329                       | 149                       | P-1                       |
| 4                                                        | xy – New Orleans Saints    | South                     | 11                        | 5                         | 0                         | 68,8%                     | 4-2                       | 8-4                       | 448                       | 326                       | 122                       | P-1                       |
| Wild Card                                                |                            |                           |                           |                           |                           |                           |                           |                           |                           |                           |                           |                           |
| 5                                                        | xw – Carolina Panthers     | South                     | 11                        | 5                         | 0                         | 68,8%                     | 3-3                       | 7-5                       | 363                       | 327                       | 36                        | P-1                       |
| 6                                                        | xw – Atlanta Falcons       | South                     | 10                        | 6                         | 0                         | 62,5%                     | 4-2                       | 9-3                       | 353                       | 315                       | 38                        | V-1                       |
| Non qualificate per i playoff                            |                            |                           |                           |                           |                           |                           |                           |                           |                           |                           |                           |                           |
| 7                                                        | Detroit Lions              | North                     | 9                         | 7                         | 0                         | 56,3%                     | 5-1                       | 8-4                       | 410                       | 376                       | 34                        | V-1                       |
| 8                                                        | Seattle Seahawks           | West                      | 9                         | 7                         | 0                         | 56,3%                     | 4-2                       | 7-5                       | 366                       | 332                       | 34                        | P-1                       |
| 9                                                        | Dallas Cowboys             | East                      | 9                         | 7                         | 0                         | 56,3%                     | 5-1                       | 7-5                       | 354                       | 332                       | 22                        | V-1                       |
| 10                                                       | Arizona Cardinals          | West                      | 8                         | 8                         | 0                         | 50%                       | 3-3                       | 5-7                       | 295                       | 361                       | -66                       | V-2                       |
| 11                                                       | Green Bay Packers          | North                     | 7                         | 9                         | 0                         | 43,8%                     | 2-4                       | 5-7                       | 320                       | 384                       | -64                       | P-3                       |
| 12                                                       | Washington Redskins        | East                      | 7                         | 9                         | 0                         | 43,8%                     | 1-5                       | 5-7                       | 342                       | 388                       | -46                       | P-1                       |
| 13                                                       | San Francisco 49ers        | West                      | 6                         | 10                        | 0                         | 37,5%                     | 1-5                       | 3-9                       | 331                       | 383                       | -52                       | V-5                       |
| 14                                                       | Tampa Bay Buccaneers       | South                     | 5                         | 11                        | 0                         | 31,3%                     | 1-5                       | 3-9                       | 335                       | 382                       | -47                       | V-1                       |
| 15                                                       | Chicago Bears              | North                     | 5                         | 11                        | 0                         | 31,3%                     | 0-6                       | 1-11                      | 264                       | 320                       | -56                       | P-1                       |
| 16                                                       | New York Giants            | East                      | 3                         | 13                        | 0                         | 18,8%                     | 1-5                       | 1-11                      | 246                       | 388                       | -142                      | V-1                       |
| Legenda                                                  |                            |                           |                           |                           |                           |                           |                           |                           |                           |                           |                           |                           |
| w — Qualificata ai playoff come wild card                |                            |                           |                           |                           |                           |                           |                           |                           |                           |                           |                           |                           |
| x — Qualificata ai playoff                               |                            |                           |                           |                           |                           |                           |                           |                           |                           |                           |                           |                           |
| y — Vincitrice della division                            |                            |                           |                           |                           |                           |                           |                           |                           |                           |                           |                           |                           |
| z — Qualificata direttamente al secondo turno di playoff |                            |                           |                           |                           |                           |                           |                           |                           |                           |                           |                           |                           |
| * — Vantaggio del fattore campo nei playoff              |                            |                           |                           |                           |                           |                           |                           |                           |                           |                           |                           |                           |

## Premi individuali

### Pro Bowler

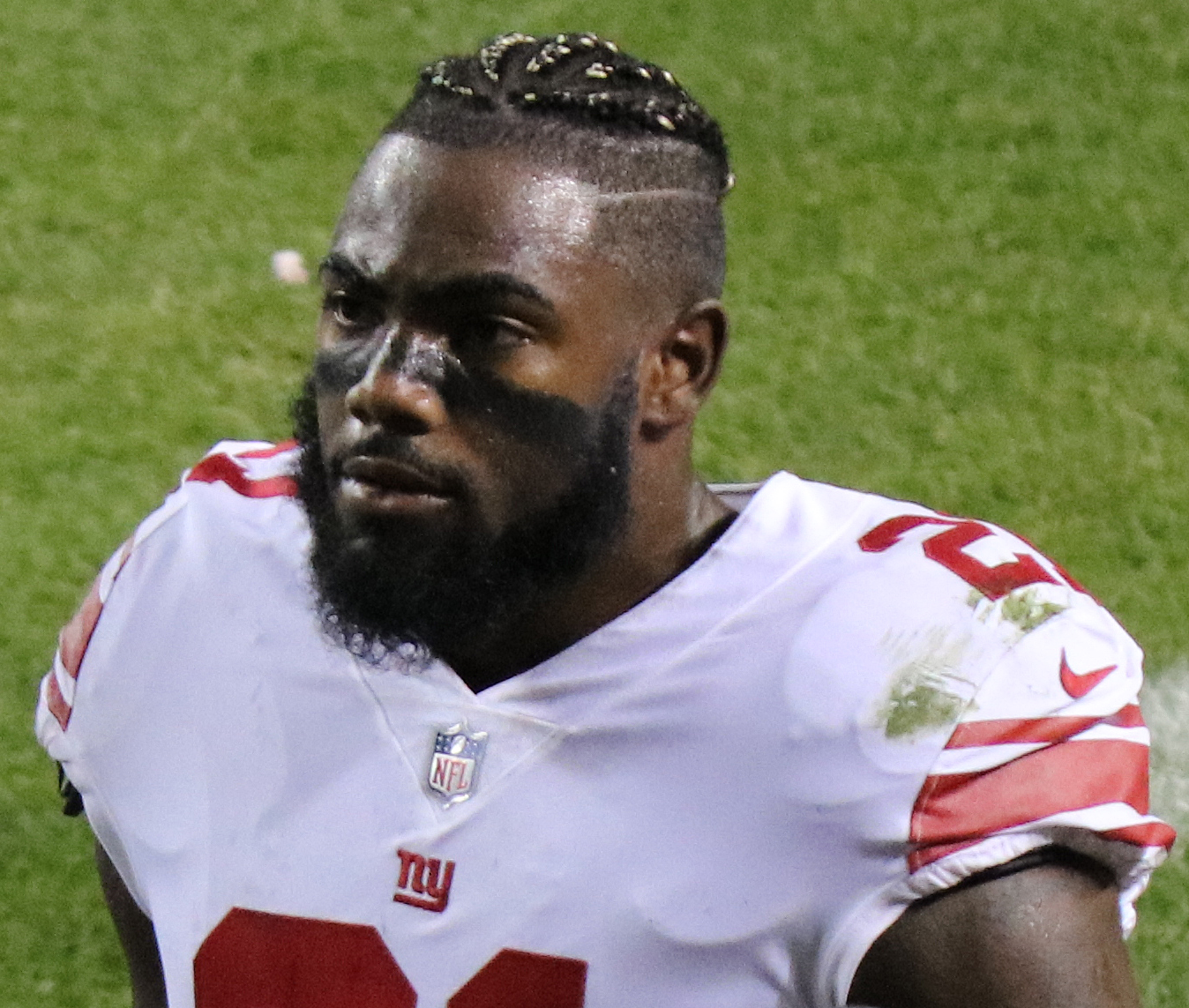
Nel 2017 Landon Collins è stato convocato per il secondo Pro Bowl consecutivo

Landon Collins è stato l'unico giocatore dei Giants convocato per il Pro Bowl 2018.

### Premi settimanali e mensili
- Landon Collins:

miglior difensore della NFC della settimana 11
- Orleans Darkwa:

miglior running back della settimana 17